# Bruxismus

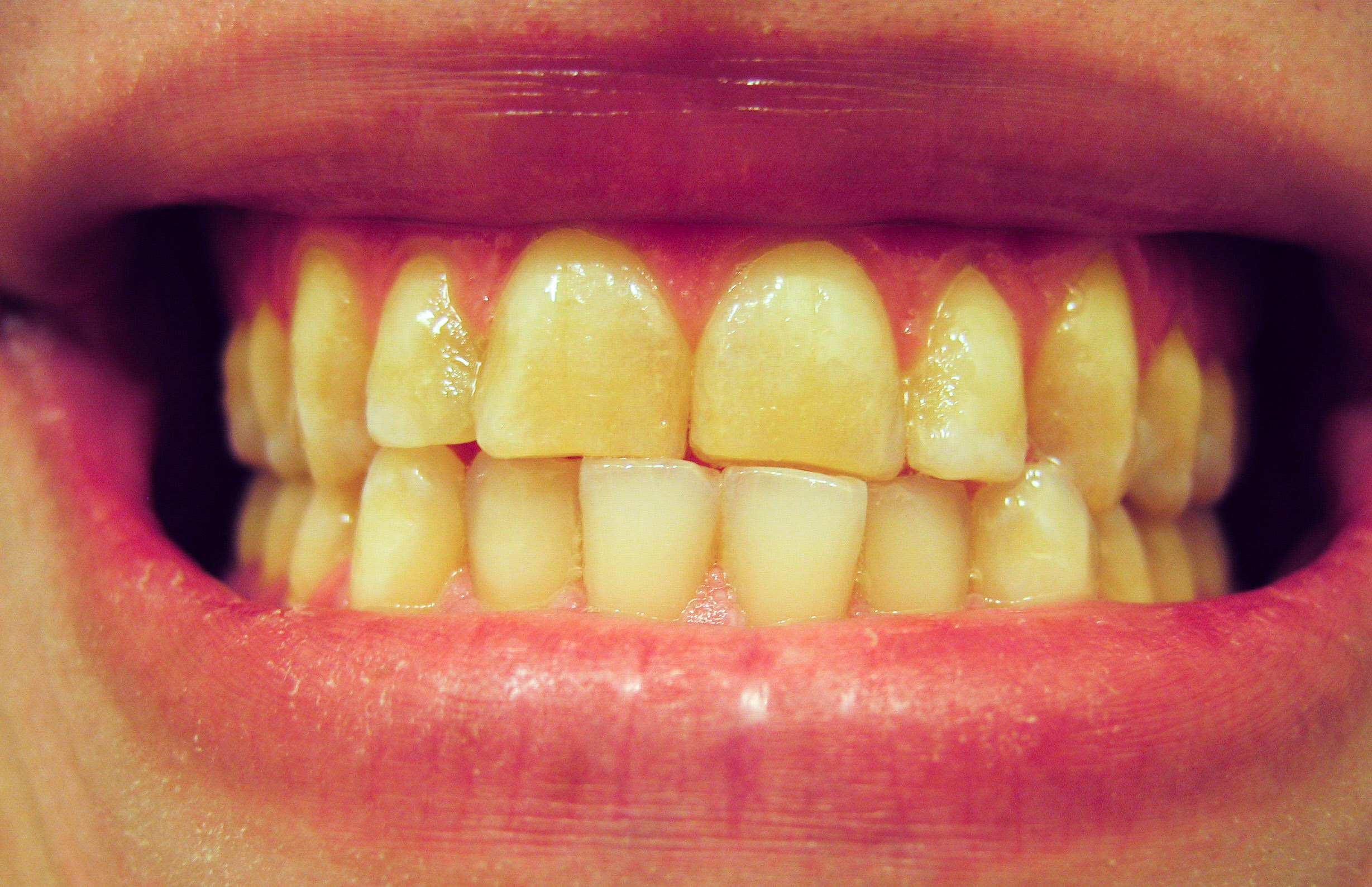
Abrasionsgebiss

Der Bruxismus (abgeleitet von altgriechisch βρυγμός brygmos, „das Zähneknirschen“, mit lateinischer Endung) ist das unbewusst ausgeführte Zähneknirschen oder Aufeinanderpressen der Zähne, sowohl im Schlaf als auch im wachen Zustand. Als Folge verschleißt der Zahnhalteapparat (Parodontium) aufgrund von Überlastung, und zusätzlich können das Kiefergelenk, die Kaumuskulatur sowie andere Muskelgruppen, die zur Stabilisierung des Kopfes angespannt werden, geschädigt werden.
Hierdurch kann es zu Schmerzsyndromen und Ohrgeräuschen (Tinnitus) kommen. Weitere häufige Erscheinungen sind Schwindel, Sehstörungen und Übelkeit. Schmerzsyndrome, die das Kiefergelenk betreffen, werden in der Literatur als craniomandibuläre Dysfunktion (CMD) geführt, für die strukturelle, funktionelle, biochemische und psychische Fehlregulationen der Muskel- oder Gelenkfunktion verantwortlich sind.

## Definitionen

### Amerikanisches Schrifttum
Gelegentlich wird fachsprachlich (besonders im amerikanischen Schrifttum) unterschieden zwischen Bruxismus und Bruxomanie. Bruxismus bezeichnet das nächtliche Zähneknirschen, während das „Zähneknirschen am Tage als neurotisches Symptom“ Bruxomanie heißt. Man unterscheidet also Schlafbruxismus und Wachbruxismus.

### Klassifikationen
Schlafbezogener Bruxismus (nächtliches Zähneknirschen) gehört nach dem Klassifikationssystem für Schlafstörungen ICSD-2 zu den schlafbezogenen Bewegungsstörungen und nach ICD-10 zu den sonstigen Schlafstörungen (G47.8) beziehungsweise zu den sonstigen somatoformen Störungen (F45.8). Er tritt auch zusammen mit anderen Schlafstörungen wie dem Schlafwandeln auf.

### Definition der Deutschen Gesellschaft für Zahn-, Mund- und Kieferheilkunde
Die Deutsche Gesellschaft für Zahn-, Mund- und Kieferheilkunde definiert Bruxismus als Parafunktion (Knirschen, Pressen) mit unphysiologischen Auswirkungen an Zähnen, Parodontium, der Kaumuskulatur und/oder den Kiefergelenken.

## Häufigkeit
Global beträgt die Prävalenz von Bruxismus (im Schlaf und im Wachzustand) 22,2 %. Die Prävalenz von Schlafbruxismus beträgt 21 %, während die Prävalenz von Wachbruxismus 23 % beträgt. In Europa liegen die Werte im Schlaf bei 21 % und wach bei 18 %. Nach dem aktuellen epidemiologischen Wissensstand beträgt die Koexistenz von Bruxismus und kraniomandibulären Dysfunktionen 17 %, wobei – ähnlich wie beim Bruxismus selbst – regionale Unterschiede je nach Kontinent bestehen. Darüber hinaus zeigen 63,5 % der Patienten mit CMD Bruxismus-Symptome. Die Patienten selbst bemerken das Problem in der Regel nicht. Typisches Anfangsalter ist 17 bis 20 Jahre und mit 40 Jahren kommt es im Allgemeinen zu einer spontanen Remission. Bei vielen Betroffenen ist der Bruxismus die Vorstufe von beziehungsweise assoziiert mit Schnarchen und nächtlichen Atmungsstörungen.

## Ursachen
Wissenschaftlich ist das Krankheitsbild vergleichsweise wenig untersucht. Es gibt in der zahnmedizinischen Literatur zu wenige Studien, um von gesicherten Erkenntnissen sprechen zu können. Unklar ist, inwieweit eine genetische Veranlagung eine Rolle spielt oder ob der Bruxismus grundsätzlich eine behandlungsbedürftige Krankheit darstellt. Manchmal werden psychische Belastungssituationen wie Stress und Prüfungsangst oder auch Verkrampfungen der Kaumuskulatur als Ursachen angegeben.

## Risikofaktoren
Als Risikofaktoren für den Bruxismus gelten nach Studien und Umfragen u. a.
- Schlafstörungen[9][10] (Schlafapnoe-Syndrom,[11] Schnarchen,[12] Tagesmüdigkeit[9])
- Chronischer Stress[9] oder Angst[9] und Aggressivität
- Alkohol[9]
- Koffein[9]
- Rauchen[9]
- Mangelernährung
- Bestimmte Drogen wie zum Beispiel 3,4-Methylendioxymethamphetamin (Ecstasy) und Methamphetamine
- Bestimmte Medikamente[13] (zum Beispiel Psychopharmaka, Antidepressiva oder Schlafmittel)
- Bestimmte Krankheiten wie zum Beispiel Nasenscheidewandverkrümmung, Refluxkrankheit, Helminthiasis, Epilepsie oder das West-Nil-Fieber

## Auswirkungen

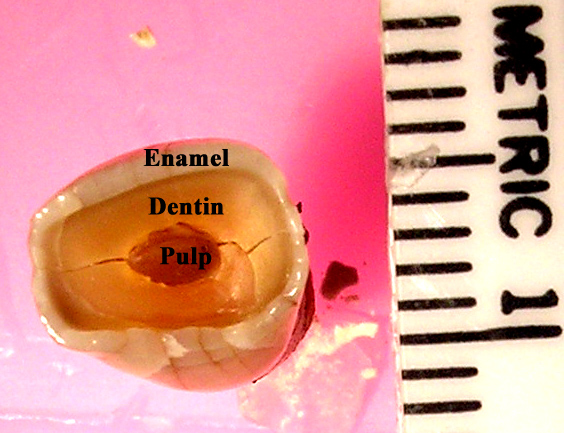
Zahnschäden (Risse) durch Bruxismus, Sicht von oben, Oberkante des Zahns entfernt

An den am schwächsten ausgebildeten Strukturen entstehen die größten Schäden. Ist die Schwachstelle der Zahnhalteapparat, führt der Bruxismus zur Zahnlockerung. Ist der Zahnschmelz „weich“, führt er zur Abrasion. Ist das Kiefergelenk die Schwachstelle, dann führt der Bruxismus zu Kiefergelenkbeschwerden (Costen-Syndrom).
Es werden Abweichungen der Bisslage um 0,01 mm vom ausgewogenen Zahnkontakt bereits wahrgenommen. Diese geringen Abweichungen können schon den Kauapparat so weit stören, dass es zum Bruxismus kommt (Kobayashi et al. 1988, Doppelblindversuch im Schlaflabor). Dieser Zahnkontakt wird als störend empfunden, worauf versucht wird, ihn „wegzuknirschen“. Experimentelle Zahnerhöhungen um 0,1 mm bewirkten in einer Versuchsreihe verkürzte Tiefschlafphasen, erhöhte Adrenalinausschüttungen und verlängerte Atemstillstandzeiten während des Schlafs. Nach 14 Tagen war die Kaumuskulatur so weit traumatisiert, dass es zu einem erhöhten Muskeltonus kam.
Die Kaukraft, die beim Menschen normalerweise im Maximum 0,4 bis 0,45 kN beträgt, kann sich um den Faktor 10 steigern, da während des Nachtschlafs die Schmerzschwelle erhöht ist. Tagsüber würde man schmerzbedingt eine so hohe Kaukraft nicht erzeugen.

## Therapie
In der S3-Leitlinie heißt es: „Da gegenwärtig keine Therapie zur Heilung oder zur Beseitigung von Bruxismus bekannt ist, zielt die Behandlung vor allem auf den Schutz der Zähne und der Restaurationen, die Reduktion der Bruxismusaktivität und die Linderung von Schmerzen ab.“ Zur Therapie können eine Anleitung zur Selbstbeobachtung und eine Aufklärung des Patienten über die Zusammenhänge helfen. Hierzu gehören Anleitungen zur Selbstmassage der verspannten Muskeln, um die Beschwerden etwas zu lindern. Allerdings fehlt während des Schlafs die Kontrolle über die Reflexaktivität des Kauorgans.
Ebenso kann eine Physiotherapie angezeigt sein. In bestimmten Fällen kann dies zu einer Reduktion des Tonus der Kaumuskulatur führen. Der Erfolg physiotherapeutischer Behandlungen wurde nur von wenigen Studien betrachtet, deren Qualität aus verschiedenen Gründen kritisiert wird. Hier sind weitere valide Studien notwendig. Bei stressbedingtem Bruxismus kann eine Psychotherapie angezeigt sein. Manchmal werden Benzodiazepine, eine Akupunktur oder auch eine Logopädie verordnet.
Die Deutsche Gesellschaft für Zahn-, Mund- und Kieferheilkunde (DGZMK) empfiehlt, das definitive Einsetzen von Zahnersatz beim Vorliegen einer Aufbissproblematik bis zur Sanierung dieser Problematik zu verschieben.
„Für die Behandlung ist es nötig, daß der Patient die Angewohnheit im Wachzustand bewußt abstellt, eventuell mit Unterstützung durch Anxiolytika und Kunststoffschienen,“ obwohl „sich der Patient dessen aber möglicherweise gar nicht bewußt ist.“ Denn „der Bruxismus tritt vor allem während des Schlafs auf, so daß dies zwar von Familienangehörigen bemerkt wird,“ aber nicht vom Patienten.

### Aufbissschiene
Eine Aufbissschiene (auch Knirscherschiene) reduziert den Abrieb an den Zähnen. Eventuell vorhandene Störkontakte beim Zusammenbiss sollen eingeschliffen werden; hierbei kann eine Funktionsdiagnostik angezeigt sein. Bei Kiefergelenksbeschwerden soll die Konstruktion der Aufbissschiene die Gleitfunktion des Discus articularis (Zwischengelenkscheibe) wieder herstellen. Je nach Art der Okklusionsstörung können unterschiedliche Aufbisskorrekturen bzw. Aufbissbehelfe erforderlich sein.
Die Aufbissschiene ist nicht nur ein Abriebschutz, sondern entlastet auch das komprimierte Kiefergelenk und kann so morgendlichen Schmerzen im Kiefergelenk vorbeugen.

### Biofeedback
Im Bereich des Biofeedbacks gibt es verschiedene Behandlungsversuche. Bei einem Ansatz wird über eine Sonde am Kaumuskel die Muskelspannung gemessen und akustisch an den Patienten zurückgekoppelt, wodurch sich der Patient seiner Handlung bewusst werden soll. Hierdurch ist es möglich, den Kauimpuls willentlich zu unterbrechen. Wird dies trainiert, kann über Generalisierung der Impuls später möglicherweise auch ohne akustisches Signal wahrgenommen und gestoppt werden. Gleichermaßen wurden zahnmedizinische Vorrichtungen verwendet, nämlich Kapseln, die während Bruxismus-Fällen brechen und eine scharfe Flüssigkeit freisetzen. Jedoch wurden keine umfassenden Doppelblindstudien durchgeführt, die die Wirksamkeit solcher Biofeedback-Ansätze bestätigen könnten.

### Hypnotherapie
Beim Versuch einer hypnotherapeutischen Behandlung werden
- eine Verlagerung der Muskelanspannung aus dem Kiefer in eine Hand suggeriert,
- ein Erwachen bei jedem Zähneknirschen ausgelöst, bis die Gewohnheit verändert ist, oder
- ein spontanes Lösen der Anspannung im Schlaf angeregt.

Diese Suggestionen werden posthypnotisch gefestigt; die Umsetzung wird in einem späteren Gespräch überprüft.

### Botulinumtoxin
Die Injektion von Botulinumtoxin in die Kaumuskulatur reduziert die Aktivität derselben und damit die Belastung der Zähne. Dies führt zu einer Verminderung des Zähneknirschens und der Schmerzen. Die Behandlung ist außerhalb der Zulassung, so dass die Kosten nicht automatisch von der gesetzlichen oder privaten Krankenkasse übernommen werden.

## Bruxismus bei Kindern
Bei Kindern ist Zähneknirschen in der Regel physiologisch. Wachbruxismus tritt häufiger bei Mädchen (11 %) als bei Jungen (6 %) auf. Der nächtliche Bruxismus tritt auf demselben Niveau von 9 % auf. Kinder müssen vor, während und nach dem Zahnwechsel die Okklusion, also die Feinabstimmung des Zusammenbisses zwischen oberer und unterer Zahnreihe, zurechtbeißen und einschleifen, was zwar mit oft heftigen Knirschgeräuschen einhergeht, aber keinen Grund zur Beunruhigung darstellt. Es gibt in der amerikanischen Literatur Untersuchungen, die einen Zusammenhang zwischen „idiopathischen“ Skoliosen beim Jugendlichen und funktionsgestörtem Kauorgan sehen. Bruxismus bei Kindern kann jedoch auch ein Zeichen für Anspannung, Angst, Stress oder Überforderung sein.

## Geschichte
Vor 1900 Jahren dokumentierte Xu Shen im Wörterbuch Shuowen Jiezi die Definition des chinesischen Schriftzeichens „齘“ (Bruxismus) als „Zähneknirschen“ (齒相切也). Im Jahr 610 erläuterte der Mediziner Chao Yuanfang in der Monographie Zhubing yuanhou lun die Definition des Bruxismus (齘齒) als „Zähneknirschen im Schlaf“ und erklärte ihn als einen Mangel an Qi und als Folge eines Blutstaus.
Ludwig August Kraus beschrieb 1844 den „Brygmos, Brygmus, ό βρυγμος, das Knirschen (mit den Zähnen), das Zähneknirschen, Stridor dentium; von βρυὶω, βρυοοω, (βρυζω, βρυχω etc.) futurum βρυξω, mit den Zähnen knirschen; ist Lautnachbildung, wie das Teutsche knirschen und das Niedersächsische gnurschen und gnarschen, von fressenden Pferden und von Rüben- und dergleichen essenden Kindern gebraucht.“ Außerdem erklärte er den „Brycetos, Brycetus, ό βρυχετος = Brychetos, Brychetus, βρυχετος, das kalte Fieber; von βρυχω, mit den Zähnen knirschen (vor Kälte usw.).“
Der Begriff Bruxomanie wurde 1907 von Marie Pietkiewicz geprägt.
Die ersten modernen Veröffentlichungen zum Thema Bruxismus gehen auf das Jahr 1934 zurück, die eigentlich fundamentale Arbeit hierzu veröffentlichte Harold Gelb 1991 als clinical management of head, neck and TMJ - Pain and dysfunction.
Otto Roth beschrieb 1897 wie Kraus den „Brygmus (βρυγμός Knirschen von βρύχω) das Zähneknirschen.“ Walter Guttmann definierte 1909 den Brygmus (βρυγμός) wie Roth als Zähneknirschen. Willibald Pschyrembel erwähnte den Bruxismus erstmals 1982 in der 254. Auflage seines Wörterbuches. Der Medizin-Duden nannte den Bruxismus zuerst 1985 in seiner vierten Auflage und kritisiert seither die „fälschliche Bildung zu griechisch βρύχειν = mit den Zähnen knirschen.“
Die zahnärztlichen Therapieversuche der 1970er Jahre mit umfangreicher „gnathologischer Rehabilitation“ waren in der Regel nicht erfolgreich.